# مستشفى الإنجيلي العربي
مستشفى الإنجيلي العربي: مستشفى خيري غير ربحي في مدينة نابلس، في الضفة الغربية، تأسس عام 1900. يعتبر من أهم المؤسسات الطبية الفلسطينية الخاصة في شمال الضفة الغربية، تبلغ قدرته السريرية 48 سريراً.

## أقسام المستشفى
يضم المستشفى عدة أقسام هي: الطوارئ، النسائية والتوليد، الأطفال، الرجال، العناية المكثفة، العمليات، الباطني، القلب، العظام، الغدد الصماء، الأعصاب، المختبر، الأشعة، الصيدلية.